# 1-й Кубанский корпус (ВСЮР)
1-й Кубанский корпус ВСЮР — оперативно-тактическое войсковое соединение Вооружённых Сил Юга России (ВСЮР)  созданное в ходе Гражданской войны в России. Создан 15 ноября 1918 г. в результате начала стратегического развёртывания Добровольческой армии как 1-й конный корпус. Приказом главнокомандующего ВСЮР от 26 февраля 1919 г. 1-й конный корпус был переименован в 1-й Кубанский корпус, который вошёл в состав сформированной из войск Царицынского фронта Кавказской армии.

## Состав
На 27 октября 1919 года в состав корпуса входили: 
- сводно-гренадерская дивизия с прикомандированным к ней лейб-гусарским Павлоградским полком,
- 2-я Кубанская пластунская бригада,
- 1-я Кубанская казачья дивизия,
- 1-й отдельный тяжёлый артиллерийский дивизион.

## Командный состав
Начальники:
- ген.-лейт. барон П. Н. Врангель  (ноябрь 1918 - декабрь 1918),
- ген.-майор (с апреля 1919 ген.-лейт.) В. Л. Покровский (январь 1919- июль 1919),
- ген.-лейт. П. К. Писарев (август 1919 - октябрь 1919),
- ген.-лейт. В. В. Крыжановский (декабрь 1919 - февраль 1920)
- ген.-майор Н. А. Морозов (апрель 1920)

Начальники штаба:
- полковник В. И. Соколовский (с 19 ноября 1918)
- генерал-майор А. К. Разгонов (24 января - 10 февраля 1919)
- генерал-майор К. К. Петерс (28 апреля - 22 июля 1919)
- полковник И. А. Ребдев (сентябрь - октябрь 1919)
- полковник В. В. Бастраков (врид)

Инспекторы артиллерии:
- генерал-майор В. А. Стопчанский